# الیاس کانتی
الیاس کانتی (به بلغاری: Елиас Канети) (زاده ۲۵ ژوئیه ۱۹۰۵ - درگذشته ۱۴ اوت ۱۹۹۴)، رمان‌نویس بلغاری بریتانیایی بود. وی در سال ۱۹۸۱ برنده جایزه نوبل ادبیات شد. او به زبان‌های بلغاری، انگلیسی، فرانسوی، آلمانی، لادینو تکلم می‌کرد. رمان نابینایی (در ایران: کیفر آتش) در فهرست ۱۰۰۱ کتاب که باید قبل از مرگ بخوانید و همچنین فهرست روزنامه گاردین (۱۰۰۰ رمان که هر شخص باید بخواند) قرار دارد.

## زندگی
الیاس کانتی در ۲۵ ژوئیه ۱۹۰۵ در روسه بلغارستان به دنیا آمد. خانواده‌اش از یهودیان اسپانیا بودند و به زبان اسپانیایی قرن پانزدهم سخن می‌گفتند. زمانی‌که ۶ ساله بود به همراه خانواده به منچستر انگلستان مهاجرت کرد و در آنجا پدر به کمک کتاب‌هایی سفرهای گالیور و رابینسون کروزوئه او را با زبان انگلیسی آشنا کرد. در سال ۱۹۱۳ پدر درگذشت و الیاس به همراه مادر مجبور به ترک انگلستان و رفتن به اتریش و اقامت در این کشور شدند. دوران جنگ جهانی اول را در وین و زوریخ سپری کرد.

الیاس کانتی در سال ۱۹۲۸ در رشته شیمی از دانشگاه وین دکترا گرفت؛ ولی زندگیش را یکسره صرف نوشتن کرد و هرگز به کار علمی نپرداخت. در ۱۹۳۸ پس از الحاق اتریش به آلمان نازی راهی انگلستان شد و تا زمان مرگش در ۱۹۹۴ در آنجا زندگی کرد.

### ادبیات
یکی از نخستین آثاری که از کانتی انتشار یافت، رمانی است به نام اغوا که در آن به توصیف زندگی مردی به نام دکتر پتر کین می‌پردازد. این رمان که در فارسی با نام کیفر آتش و نام فرعی برج بابل شناخته می‌شود، مهمترین اثر ادبی کانتی است.

## کتاب‌شناسی

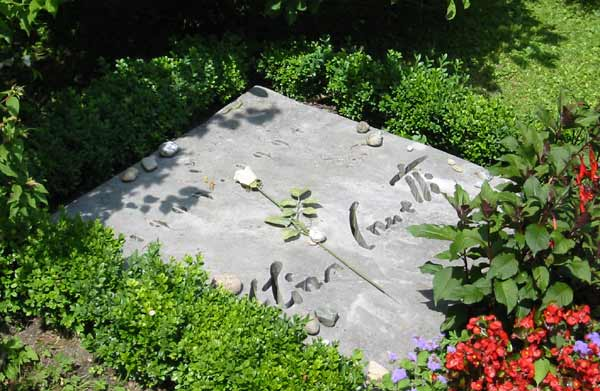
سنگ قبر الیاس کانتی در زوریخ